# Psenopsis
Psenopsis is een geslacht van straalvinnige vissen uit de familie van Centrolophidae. Het geslacht is voor het eerst wetenschappelijk beschreven in 1863 door Gill.

## Soorten
- Psenopsis anomala (Temminck & Schlegel, 1844)
- Psenopsis cyanea (Alcock, 1890)
- Psenopsis humerosa (Munro, 1958)
- Psenopsis intermedia (Piotrovsky, 1987)
- Psenopsis obscura (Haedrich, 1967)
- Psenopsis shojimai (Ochiai & Mori, 1965)